# Neundorf (Anhalt)
Neundorf (Anhalt) este o comună în Saxonia-Anhalt, Germania